# ME BTK Kulturális és Vizuális Antropológiai Tanszék
A Miskolci Egyetem Kulturális és Vizuális Antropológiai Tanszéke kulturális antropológia oktatására, Kunt Ernő kezdeményezésére a Miskolci Egyetemen 1992-ben létrejött önálló tanszék. 2006-tól a bolognai folyamat részeként megindult a kulturális antropológia alapképzési (BA) szak oktatása nappali és levelező tagozaton egyaránt. A Miskolci Egyetem sikeresen akkreditálta a kulturális antropológia mesterszak (MA) indítását, ennek eredményeként 2008-tól mindkét tagozaton beindul a képzés a mesterszakon is. A Tanszéken 2020 szeptemberétől angol nyelven is elvégezhető a kulturális antropológia mesterképzés.
A működés 2007 őszétől 2017 őszéig intézeti formában történt. 2017 szeptemberétől az Antropológiai és Filozófiai Tudományok Intézetében ismét Kulturális és Vizuális Antropológiai Tanszék néven működik tovább az intézmény. A tanszéken jelenleg hét főállású oktató és egy személyzeti munkatárs dolgozik. A hét főállású oktató közül hat tudományos fokozattal rendelkezik.

## Nevezetes diákjai
- Avedikian Viktória énekkari művész
- Bócsi Krisztián fotográfus
- Búss Gábor Olivér forgatókönyvíró, dramaturg, író
- Csöbör Katalin politikus
- Debreceni Boglárka író, költő, szerkesztő
- Erdei Sándor humorista
- Hervé-Lóránth Ervin képzőművész
- Horváth Júlia Borbála író
- Jamrik Levente filmrendező, újságíró
- Kalas Györgyi író, újságíró
- Nagy Károly Zsolt református teológus, fotográfus
- Pistyur Veronika televíziós műsorvezető
- Sipos Kornél producer
- Szegedi Dezső színművész, rendező
- Tondora Judit grafikus, képregényrajzoló
- Tóth-Szántai József újságíró, műsorvezető, Miskolc polgármestere
- Tóth Vilmos (történész) szakíró, temetőkutató

## Nevezetes oktatói
- Bán András műkritikus
- Borsos Balázs etnográfus
- Fejér Ernő fotó- és grafikusművész
- Gulyás Gyula filmrendező
- Gulyás János filmrendező
- K. Csilléry Klára néprajzkutató
- Kunt Ernő néprajzkutató, kulturális antropológus
- Gelu Păteanu román műfordító, író